# La gran ola de Kanagawa
La gran ola de Kanagawa (神奈川沖浪裏 Kanagawa oki nami ura?, literalmente 'Bajo una ola en altamar en Kanagawa'), también conocida simplemente como La ola o La gran ola, es una obra de una estampa japonesa del pintor especialista en ukiyo-e, Katsushika Hokusai, publicada entre 1830 y 1833, durante el período Edo de la historia de Japón.
Esta estampa es la obra más conocida de Hokusai y la primera de su famosa serie Fugaku sanjūrokkei (富嶽三十六景?   'Treinta y seis vistas del monte Fuji'), además de ser la estampa más famosa de su género así como una de las imágenes más conocidas en el mundo. Del molde utilizado se realizaron varios miles de copias, muchas de las cuales llegaron a manos de coleccionistas europeos. A partir de la década de 1870 la estampa se volvió muy popular entre artistas y coleccionistas franceses.
Varios museos conservan ejemplares de la obra, como el Museo Guimet, el Museo Metropolitano de Arte, el Museo Británico, la Biblioteca Nacional de Francia y el Museo Nacional de Artes Decorativas de Madrid, generalmente provenientes de colecciones privadas del siglo XIX de estampas japonesas.

## Contexto

### El arte delukiyo-e

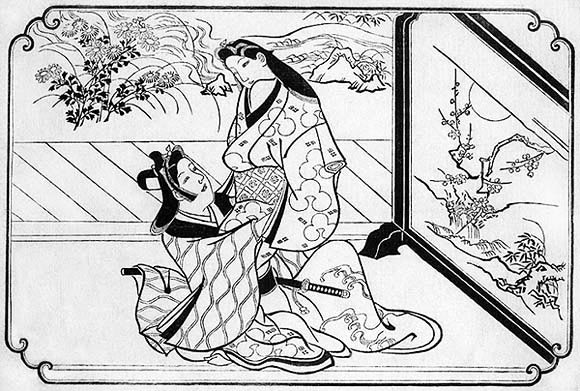
Estampa de Hishikawa Moronobu, uno de los primeros maestros de ukiyo-e.

El ukiyo-e (浮世絵?   lit. 'pinturas del mundo flotante') es una técnica de estampa japonesa, muy popular durante el período Edo de la historia de Japón. La técnica de grabado a partir de planchas de madera se introdujo en Japón en el siglo VIII procedente de China y se utilizó a partir de ese momento principalmente en la ilustración de textos budistas. A partir del siglo XVII esta técnica se comenzó a emplear para ilustrar poemas y romanceros. Es durante esta época cuando surge propiamente el estilo del ukiyo-e, el cual reflejaba la vida e intereses de los estratos más bajos de la sociedad: comerciantes, artistas y rōnin, quienes estaban desarrollando su propio arte y literatura en zonas urbanas, como Edo (hoy Tokio), Osaka y Sakai, en un movimiento que se conocería posteriormente como ukiyo, el mundo flotante. Fue el novelista Asai Ryōi quien en el año de 1661 definió al movimiento en su libro Ukiyo-monogatari: «viviendo solo para el momento, saboreando la luna, la nieve, los cerezos en flor y las hojas de arce, cantando canciones, bebiendo sake y divirtiéndose simplemente flotando, indiferente por la perspectiva de pobreza inminente, optimista y despreocupado, como una calabaza arrastrada por la corriente del río».

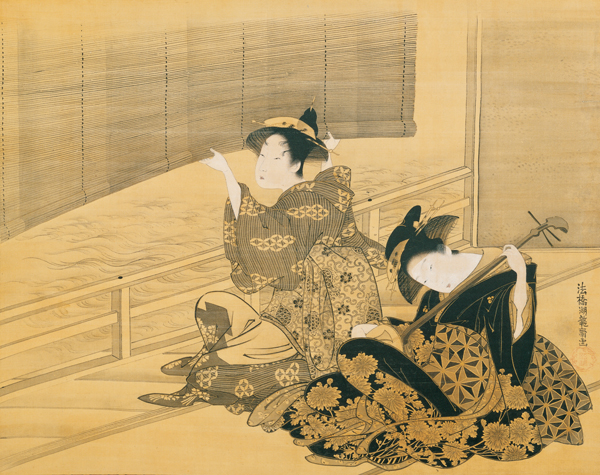
Cortesana tocando el shamisen, de Isoda Koryusai, c. 1785.

Gracias a movimientos como la literatura ukiyo y los grabados, los ciudadanos comenzaron a tener más contacto con los movimientos artísticos. Fue entonces alrededor de la mitad del siglo XVII cuando los artistas empezaron a reflejar las ocurrencias diarias del kabuki, de los festivales y viajes, y de los yūkaku (distritos rojos de la época). Aquellas obras relacionadas con los viajes dieron lugar a guías turísticas que describían lo más destacado tanto de ciudades como del campo.
Alrededor de 1670, surgió el primero de los grandes maestros del ukiyo-e: Hishikawa Moronobu. Moronobu comenzó a reproducir grabados de una sola hoja en donde representaba flores, pájaros, figuras femeninas y escenas eróticas, del tipo conocido como shunga. Este tipo de grabados eran realizados en negro sobre papel blanco, y el artista posteriormente debía añadir a mano los distintos colores. A finales del siglo XVIII se desarrollaron las técnicas necesarias para la impresión de diseños polícromos, conocidos como nishiki-e.

#### Método de realización

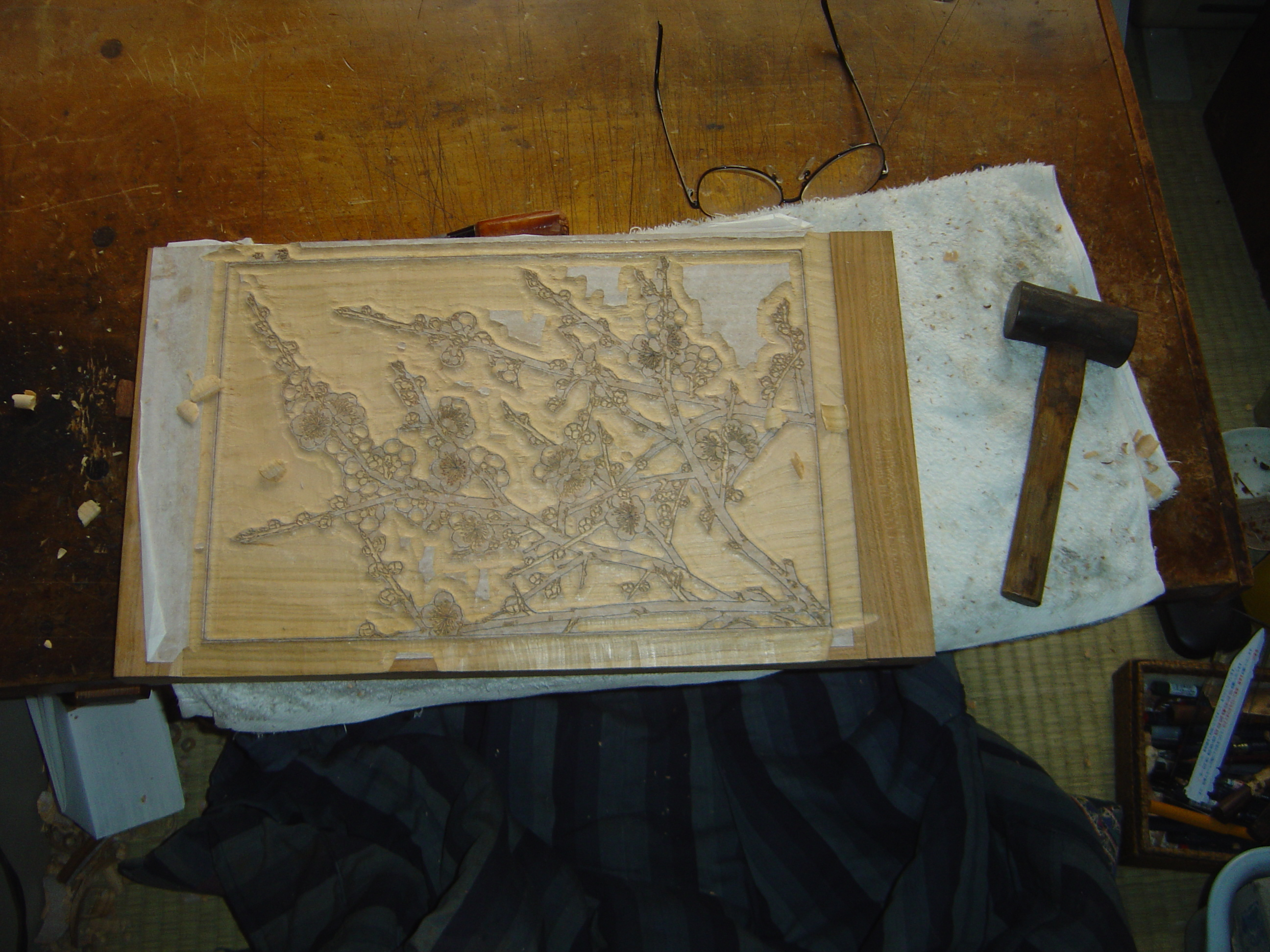
Plancha utilizada para imprimir estampas ukiyo-e.

Los dibujos de ukiyo-e, llamados en japonés nikuhitsu ukiyo-e, eran obras únicas que realizaba el pintor con pinceles directamente sobre papel o seda. Estos dibujos permitían ver la obra final en su totalidad, aunque salvo la forma de las líneas y el arreglo de color, se perdían durante el proceso. Posteriormente el artista, llamado eshi, llevaba la obra a un horishi, o grabador, quien pegaba el dibujo sobre un panel de madera, generalmente de cerezo, y eliminaba todo al ir tallando cuidadosamente el panel para formar un relieve con las líneas del dibujo. Finalmente, ya con las planchas necesarias (usualmente se utilizaba una por cada color necesario), un surishi, o impresor, llevaba a cabo el trabajo de impresión colocando el papel de estampación sobre las consecutivas planchas. La impresión se realizaba frotando una herramienta llamada baren sobre el dorso de las hojas. Este sistema podía producir variaciones de tonalidad en las estampas. De una serie de planchas podían hacerse una gran cantidad de copias, a veces contadas en miles, hasta que las planchas se desgastaban.
Dada la naturaleza del proceso de realización, la obra final era el resultado de un trabajo colaborativo donde el pintor generalmente no participaba en la impresión de las copias.
A pesar de que en Japón no existían leyes de propiedad intelectual antes de la era Meiji, existía un sentido de pertenencia y derechos respecto a las planchas con los que se imprimían las estampas, llamadas zōhan. En cuanto a las planchas, se consideraba que el hanmoto o editor, o un hon'ya o editor que asimismo vendía los libros, era su poseedor, no el artista, por lo que tenía el derecho de hacer con ellos lo que quisiera. En algunos casos las planchas eran vendidas o cedidas a otros editores, caso en el que las planchas eran conocidas como kyūhan.
Abundando en el histórico de este arte, destaca la naturaleza de las variaciones de tonalidad de las estampas, con un marcado sentido de pertenencia y derechos respecto a las planchas zōhan.

### Sobre el autor

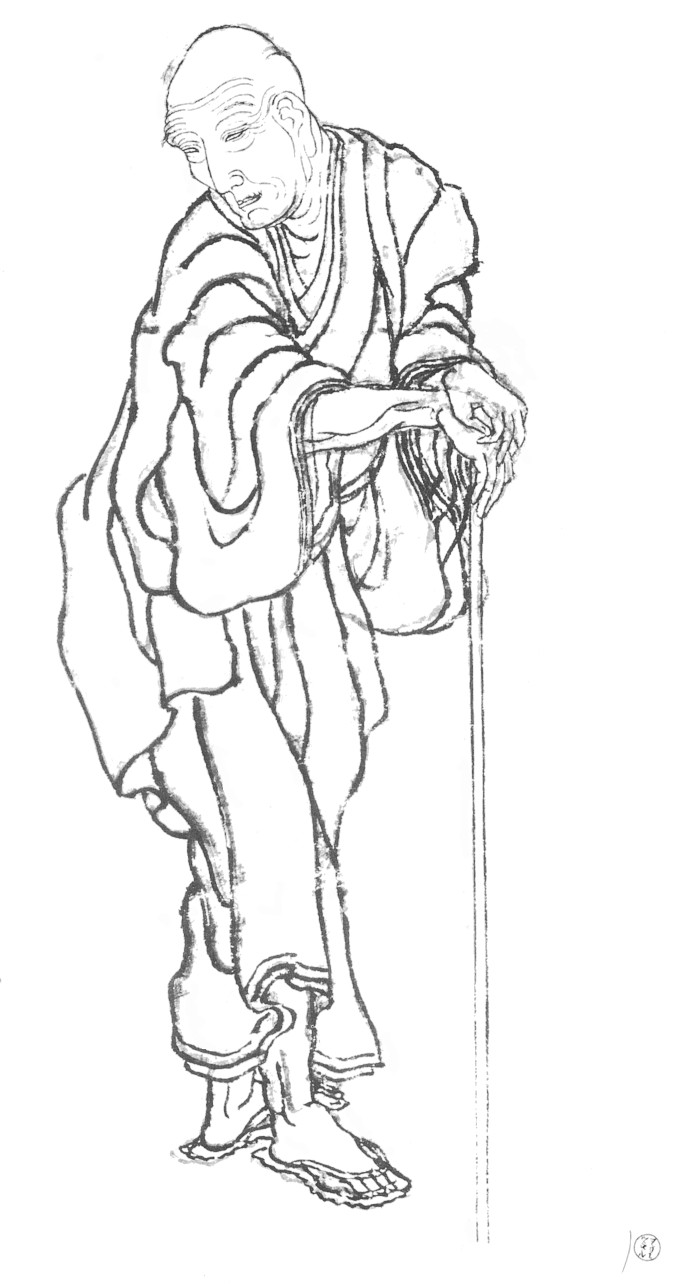
Hokusai, autorretrato de 1839.

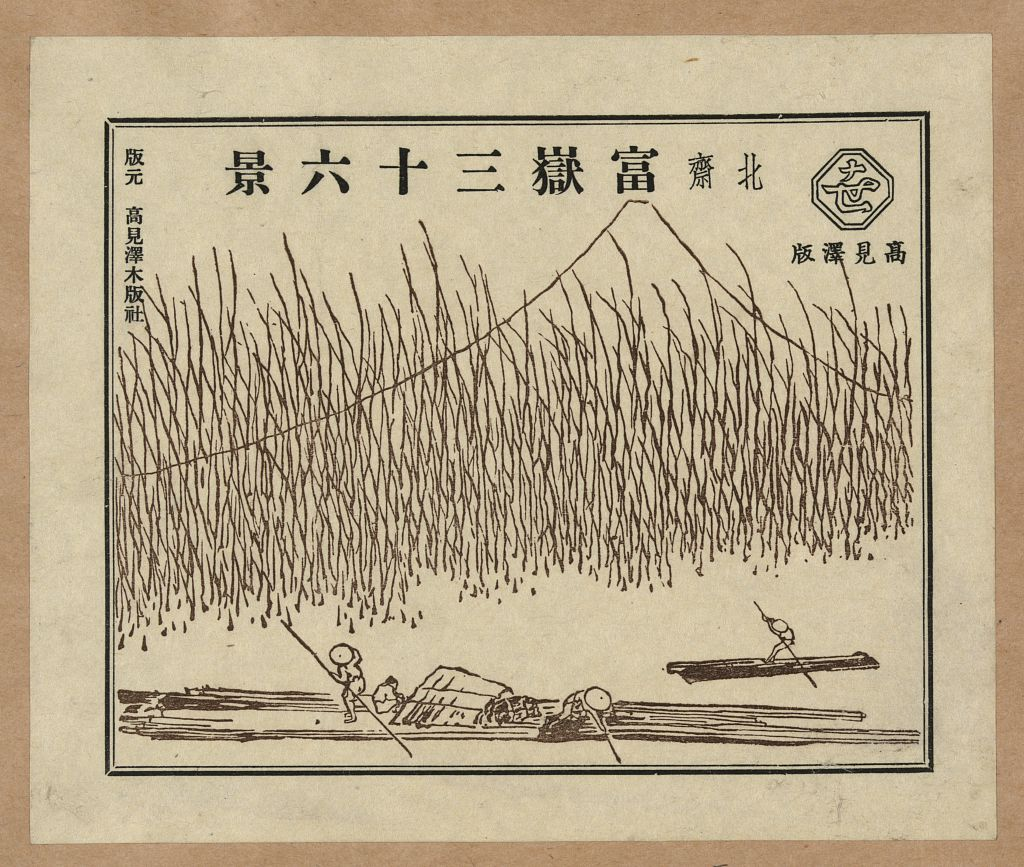
Sobre pictórico de la serie Treinta y seis vistas del monte Fuji.

Hokusai nació en el año de 1760, en Katsushika, un distrito al este de Edo (hoy Tokio), en Japón. Nombrado al nacer Tokitarō, fue hijo de un hacedor de espejos del shōgun y debido a que nunca fue reconocido como heredero, es probable que su madre fuera una concubina.
Comenzó a pintar a los seis años y a los doce su padre lo envió a trabajar a una librería. A los dieciséis se convirtió en aprendiz de grabador, actividad que desarrolló durante tres años al mismo tiempo que comenzó a hacer sus propias ilustraciones. A los dieciocho fue aceptado como aprendiz del artista Katsukawa Shunshō, uno de los más grandes artistas de ukiyo-e de su tiempo. Después de un año de estar con su maestro, este le dio el nombre de Shunrō, que empleó en la firma de sus primeros trabajos ese mismo año de 1779.
Shunshō falleció en 1793, por lo que se dedicó a estudiar por su cuenta distintos estilos japoneses y chinos, así como algunas pinturas neerlandesas y francesas. Durante esta etapa de su vida se dedicó principalmente a dibujar surimono, o tarjetas de año nuevo y anuncios, escenas de la vida diaria y paisajes.
En el año de 1800 publicó Vistas famosas de la capital del este y Ocho vistas de Edo, además de que comenzó a aceptar discípulos. Es durante este período cuando empezó a utilizar el nombre de Hokusai. Durante su vida habría de utilizar más de treinta pseudónimos diferentes.
En 1804 adquirió gran fama como artista cuando, durante un festival en Tokio, realizó un dibujo de 240 metros cuadrados de un monje budista llamado Daruma. Su fama lo llevó a presentarse poco después con el shōgun Tokugawa Ienari en un concurso de talento, donde compitió contra un artista de estilo tradicional chino, al cual venció. Tres años después comenzó a ilustrar tres libros del novelista Takizawa Bakin, con quien tuvo grandes diferencias. En 1812, debido a la precaria situación económica por la que pasaba, publicó Lecciones rápidas de dibujo simplificado y comenzó a viajar a Nagoya y Kioto para tratar de conseguir más alumnos. En 1814 publicó el primero de quince volúmenes de sketches, llamados manga, en los que dibujaba cosas que le interesaban como personas, animales y a Buda, entre otras cosas. Durante los últimos años de la década de 1820 publicó su famosa serie Treinta y seis vistas del monte Fuji y fue tan popular que posteriormente tuvo que añadir diez estampas más.
Obras posteriores incluyen Vistas de puentes famosos, Famosas cataratas en varias provincias y Cien vistas del Fuji. En 1839, mientras su trabajo comenzaba a ser eclipsado por el de Andō Hiroshige, su estudio se incendió, destruyendo la mayoría de sus obras. Falleció a la edad de 89 años, en el año de 1849.
Se dice que años antes de morir aseguró:

A la edad de cinco años tenía la manía de hacer trazos de las cosas. A la edad de 50 había producido un gran número de dibujos, con todo, ninguno tenía un verdadero mérito hasta la edad de 70 años. A los 73 finalmente aprendí algo sobre la calidad verdadera de las cosas, pájaros, animales, insectos, peces, las hierbas o los árboles. Por lo tanto a la edad de 80 años habré hecho un cierto progreso, a los 90 habré penetrado el significado más profundo de las cosas, a los 100 habré hecho realmente maravillas y a los 110, cada punto, cada línea, poseerá vida propia.

## Imagen

### Descripción
Esta impresión es del tipo yoko-e, es decir, en forma de paisaje, y fue realizada con un tamaño ōban, de 25 centímetros de alto por 37 de ancho. El paisaje se compone de tres elementos: el mar agitado por una tormenta, tres barcos y una montaña, imagen que se complementa con la firma, la cual es claramente visible en la parte superior izquierda.

#### La montaña

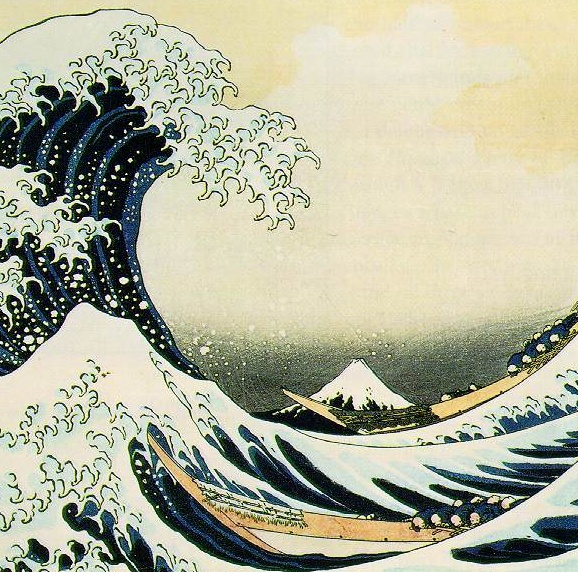
Detalle del centro de la imagen. Al fondo se observa el monte Fuji en color azul y con la cima nevada.

La montaña que se ve al fondo es el Monte Fuji, cuya cumbre nevada es evidente. El Fuji es la figura central de la obra de meisho-e (representación de lugares famosos) Treinta y seis vistas del monte Fuji, que retrata al monte visto desde distintos ángulos. Cabe destacar que en Japón esta montaña ha sido considerada sagrada y símbolo de identidad nacional, además de que su imagen ha sido utilizada en el arte nacional debido a que es considerado como un símbolo de belleza.
El color oscuro alrededor del Fuji parece indicar que la pintura tiene lugar temprano por la mañana, con el sol saliendo desde el punto del observador, el cual comienza a iluminar su cima nevada. Entre la montaña y el espectador se encuentran cumulonimbus, y aunque indican tormenta, no llueve ni en el Fuji ni en la escena principal.

#### Barcos
La escena muestra tres oshiokuri-bune, barcazas rápidas que se utilizaban para transportar el pescado vivo desde las penínsulas de Izu y Bōsō hasta los mercados de la bahía de Edo. Como lo indica el nombre de la obra, los barcos se encuentran en la prefectura de Kanagawa, con Tokio al norte, el relieve del Fuji al noroeste, la bahía de Sagami al sur y la bahía de Tokio al este. Los barcos, con orientación al suroeste, regresan de la capital. 
Hay ocho remeros por embarcación, quienes se aferran a sus remos. Hay dos pasajeros más en el frente de cada barco, por lo que en la imagen hay un total de treinta hombres, aunque solo son visibles 22. Usando como referencia los barcos se puede hacer una aproximación del tamaño de la ola: los oshiokuri-bune tenían generalmente entre 12 y 15 metros de largo, y si se toma en cuenta que Hokusai redujo la escala vertical en un 30 %, se llega a la conclusión de que la ola tiene entre 10 y 12 metros de altura.

#### El mar y sus olas
El mar es el elemento dominante de la composición, que se basa en la forma de una ola, la cual se extiende y domina toda la escena antes de caer. En este momento la ola hace una espiral perfecta cuyo centro pasa por el centro del diseño, dando la posibilidad de ver al monte Fuji al fondo.
Edmond de Goncourt describió la ola de la siguiente manera:

El dibujo de la ola es una especie de versión divinizada del mar hecha por un pintor que vivió el terror religioso del océano abrumador rodeando por completo su país; impresiona por la súbita furia de su salto a través del cielo, por el azul profundo del lado interno de su curvatura, por el salpicar de su cresta que desparrama un rocío de pequeñas gotas en forma de garras de animales.

Andreas Ramos, escritor, comenta:

[...] un paisaje marino con el Fuji. Las olas forman un marco a través del cual vemos el monte. La gigantesca ola es un gran yang para el ying de espacio vacío bajo de ella. El inevitable estallido de agua que esperamos imprime tensión a la pintura. Al fondo, una pequeña ola en pico, que forma un monte Fuji en miniatura, está reflejada a cientos de millas de distancia por el enorme monte Fuji original, encogido en perspectiva. La olita es más grande que la montaña. Los pequeños pescadores se sujetan a sus delgadas barquichuelas, se deslizan sobre un monte submarino buscando esquivar la ola. La violencia yang de la naturaleza es vencida por el ying de la confianza de estos experimentados pescadores. Extrañamente, a pesar de que haya una tormenta, el sol brilla en lo alto.

#### Firma

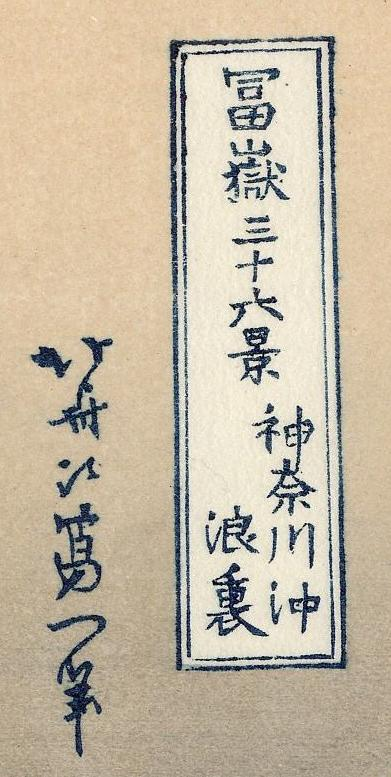
Firma de Hokusai.

La gran ola de Kanagawa cuenta con dos inscripciones. La primera, el título de la serie, está escrita en la parte superior izquierda dentro de un marco rectangular, en el que se puede leer: "冨嶽三十六景/神奈川冲/浪裏" Fugaku Sanjūrokkei / Kanagawa oki / nami ura, que significa «Treinta y seis vistas del monte Fuji / en alta mar en Kanagawa / Bajo la ola». La segunda inscripción se encuentra a la izquierda del recuadro y en ella se encuentra la firma del artista: 北斎改为一笔 Hokusai aratame Iitsu hitsu que se lee como «(pintura) de la brocha de Hokusai, quien cambió su nombre a Iitsu».
Hokusai, dado su origen humilde, no tenía apellido, y su primer apodo, Katsuchika, lo tomó de la región de la que provenía. A lo largo de su carrera llegó a utilizar más de 30 nombres distintos y nunca inició un nuevo ciclo de trabajo sin cambiarlo, dejando entonces su nombre a sus estudiantes.
En su obra Treinta y seis vistas del monte Fuji utilizó cuatro firmas distintas, todas en función a las distintas fases de su trabajo: Hokusai aratame Iitsu hitsu, zen Hokusai Iitsu hitsu, Hokusai Iitsu hitsu y zen saki no Hokusai Iitsu hitsu.

### Concepción de la obra
Durante la etapa de composición de la obra, Hokusai se encontraba en un momento de muchas dificultades. Siendo sexagenario, en 1826 tenía serios problemas económicos, en 1827 al parecer tuvo un fuerte problema de salud —probablemente un infarto—, al año siguiente falleció su esposa y en 1829 tuvo que rescatar a su nieto de problemas económicos, situación que lo llevó a la pobreza. A pesar de que en 1830 envió a su nieto al campo con su padre —hijo adoptivo de Hokusai—, las repercusiones financieras continuaron por varios años, período durante el cual estuvo trabajando la serie Treinta y seis vistas del monte Fuji. Quizá por dichos problemas, el objetivo de la serie parece ser el de contrastar el sagrado monte Fuji con la vida secular.
Hokusai llegó al diseño final solo tras varios años de trabajo y de haber realizado otros dibujos. Existen dos trabajos similares, que datan de unos 30 años antes de la publicación de la gran ola, que pueden considerarse como los precursores. Se trata de Kanagawa-oki Honmoku no zu y Oshiokuri Hato Tsusen no Zu, ambos trabajos con una temática idéntica al de la gran ola: en el primer caso un barco de vela, en el segundo uno de remos, ambos en medio de una tormenta y en la base de una gran ola que amenaza con devorarlos. El estudio de las diferencias entre las dos obras precursoras y la final es útil para analizar la evolución artística y técnica de Hokusai:
- En los primeros diseños las olas parecen estar hechas de un material denso y uniforme, casi parecen minerales. Su rigidez y verticalidad evoca más la forma de una montaña nevada, mientras que en la gran ola luce más activa, dinámica y agresiva, lo que da la sensación de amenaza.

- Las primeras impresiones están muy marcadas por la perspectiva utilizada tradicionalmente en la pintura japonesa, donde el espectador ve el panorama desde una perspectiva de ojo de pájaro. La gran ola por el contrario tiene un manejo de la perspectiva más occidental, donde el espectador tiene la sensación de que va a ser aplastado.

- En las primeras estampas en el fondo se puede observar el horizonte, mientras que en esta última obra el horizonte se encuentra en un punto tan bajo que nos obliga a ir al centro mismo de la acción.

- En los primeros grabados un barco de vela se encuentra en la cresta de la ola, como si hubiera logrado escapar. Hokusai eliminó ese elemento en la gran ola, ya fuera porque interfiriera con la dinámica de la curva o para darle más drama a la impresión.

- Las dos primeras impresiones cuentan con una composición dispar, careciendo de consistencia. La gran ola por su parte cuenta tan solo con dos grandes masas visuales: la ola misma y el punto de fuga creado bajo la ola, como su nombre indica, «bajo la ola».

- La ola muestra el control del dibujo que Hokusai había alcanzado. La imagen, aunque simple en su diseño como se presenta al observador es, sin embargo, el resultado de un largo proceso, de una reflexión metódica. Las bases de este método quedaron asentadas por Hokusai en su obra de 1812 Lecciones rápidas de dibujo simplificado, en el que explica que todo objeto puede dibujarse mediante la relación del círculo y el cuadrado.

El libro consiste en mostrar la técnica de dibujo utilizando únicamente una regla y un compás [...] Este método comienza con una línea y la proporción obtenida más naturalmente.

En el prefacio del libro además escribe:

Todas las formas tienen sus propias dimensiones que debemos respetar [...] No se debe olvidar que tales cosas pertenecen a un universo del que no debemos romper su armonía.

Algunos años después Hokusai volvió a recurrir a la imagen de la gran ola, esto cuando realizó la obra Kaijo no Fuji, con motivo del segundo volumen de Cien vistas del Fuji. En dicha estampa se puede encontrar la misma relación entre la ola y el volcán, así como el mismo estallido de espuma. En esta última imagen ya no hay ni seres humanos ni barcos, y los fragmentos de la ola coinciden con el vuelo de algunas aves. Mientras que en La gran ola el viaje de esta es contraria a la lectura en japonés —de derecha a izquierda—, en Kaijo no Fuji tanto la ola como las aves avanzan armoniosamente.

### Expresión del artista

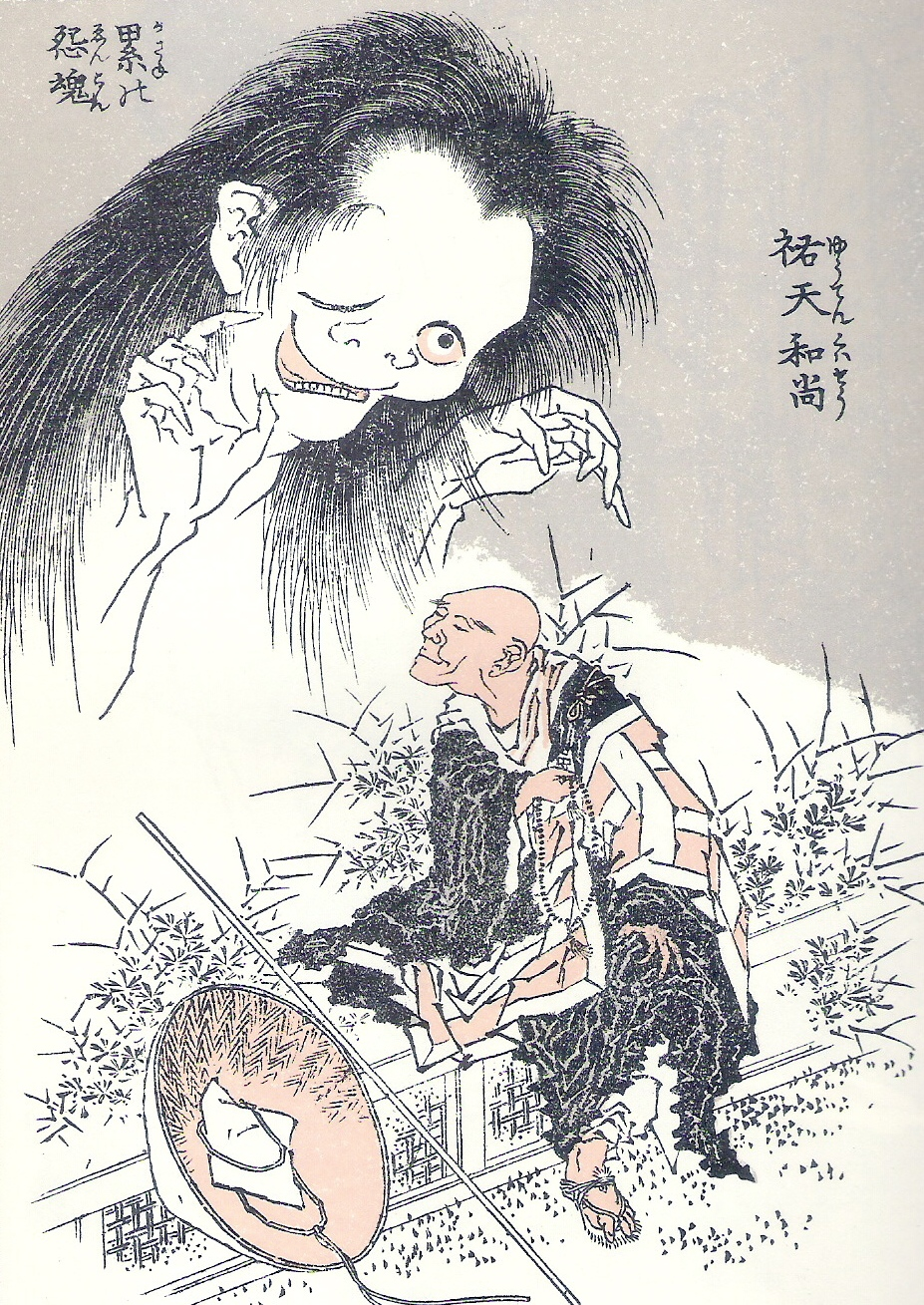
Dibujo dentro del Hokusai manga, donde un fantasma amenaza a un hombre del mismo modo que la ola amenaza a los pescadores.

En la obra Hokusai reúne y ensambla diversos temas que aprecia particularmente. El monte Fuji es representado como un punto azul con blanco, que rememora la ola del primer plano. La imagen se teje a partir de curvas: la superficie del agua es la ampliación de las curvas del interior de las olas. Las curvas de la espuma de la gran ola generan otras curvas que se dividen en muchas olas pequeñas que repiten la imagen de la ola madre. Esta descomposición en fractales puede ser considerada como una representación de lo infinito. Los rostros de los pescadores son manchas blancas que hacen eco de las gotas de espuma que se proyectan de la ola.
Desde un enfoque puramente subjetivo de esta obra, la ola generalmente es descrita como la producida por un tsunami o una ola gigante, pero es también descrita como una ola monstruosa o fantasmagórica, como un esqueleto blanco que amenaza a los pescadores con sus «garras» de espuma. Esta visión fantástica de la obra recuerda que Hokusai era maestro de la fantasía japonesa, como lo demuestran los fantasmas que dibujó en su Hokusai manga. De hecho, un examen de la ola del lado izquierdo muestra muchas más «garras» listas para apresar a los pescadores que se encuentran detrás de la franja de espuma blanca. A partir de los años 1831 y 1832, Hokusai comenzó a abordar los temas sobrenaturales de una forma más explícita en la serie Hyaku monogotari, «Cuento de cien [fantasmas]».

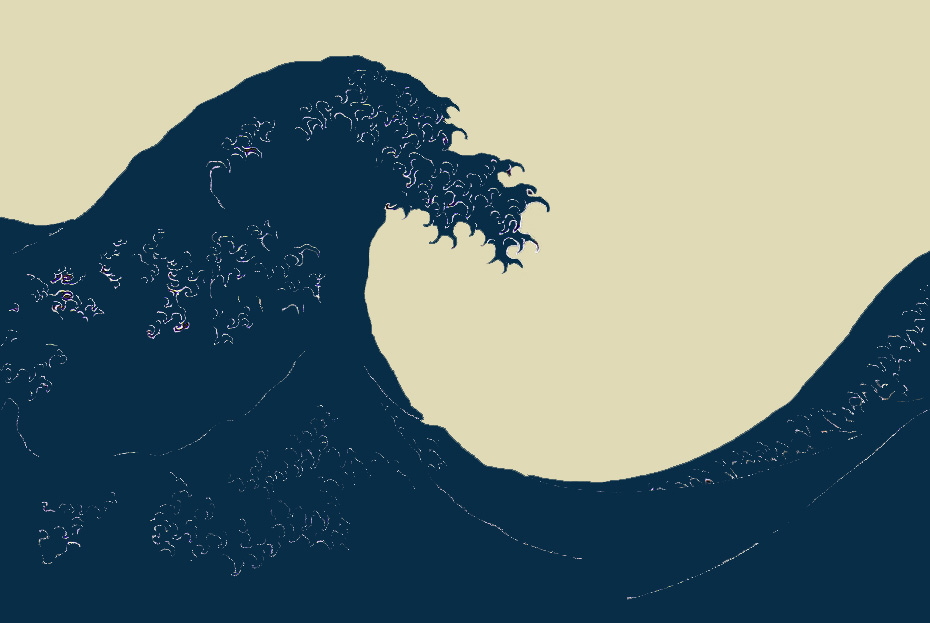
Reducción de la ola a dos formas simétricas entrelazadas, que se complementan como el yin y el yang.

Esta imagen es la reminiscencia de muchas otras obras del artista. La silueta de la ola evoca también la de un dragón gigante, el cual es dibujado constantemente por el autor, incluso en el Fuji. La ola también es como un fantasma de la muerte encaramado hacia los marinos condenados, que extiende sus múltiples pliegues como los tentáculos de un pulpo, animal que Hokusai usa continuamente en sus dibujos eróticos. 
Destaca además el trabajo de profundidad y perspectiva (uki-e), con el marcado contraste entre el fondo y el primer plano. Las dos grandes masas ocupan el espacio visual, la violencia de la gran ola se contrapone a la serenidad del fondo vacío, lo que hace recordar al símbolo del yin y yang. El hombre, impotente, lucha entre los dos, lo que puede constituir una referencia al taoísmo, pero también al budismo —las cosas hechas por el hombre son efímeras, representado por los barcos arrastrados por la ola gigante— y el sintoísmo, donde la naturaleza es omnipotente.
La oposición del ying y el yang se refleja también en el nivel de colores: el azul de Prusia se opone al color complementario utilizado en el fondo: un tono entre rosa y amarillo. La simetría en la imagen es casi perfecta, tanto en formas como en tonalidades.

### Sentido de la lectura

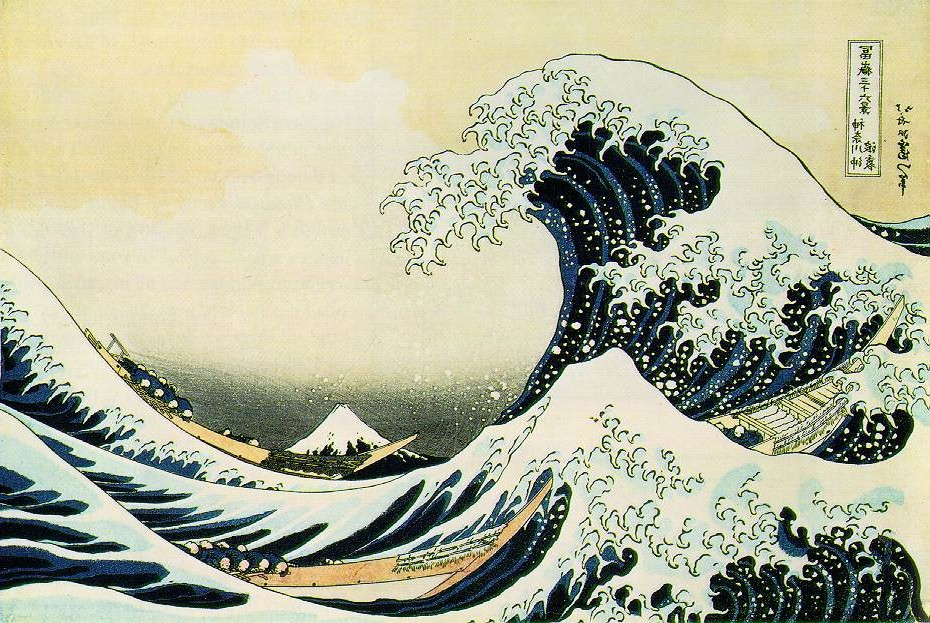
Imagen invertida, que facilitaría la apreciación del modo que lo haría normalmente un japonés.

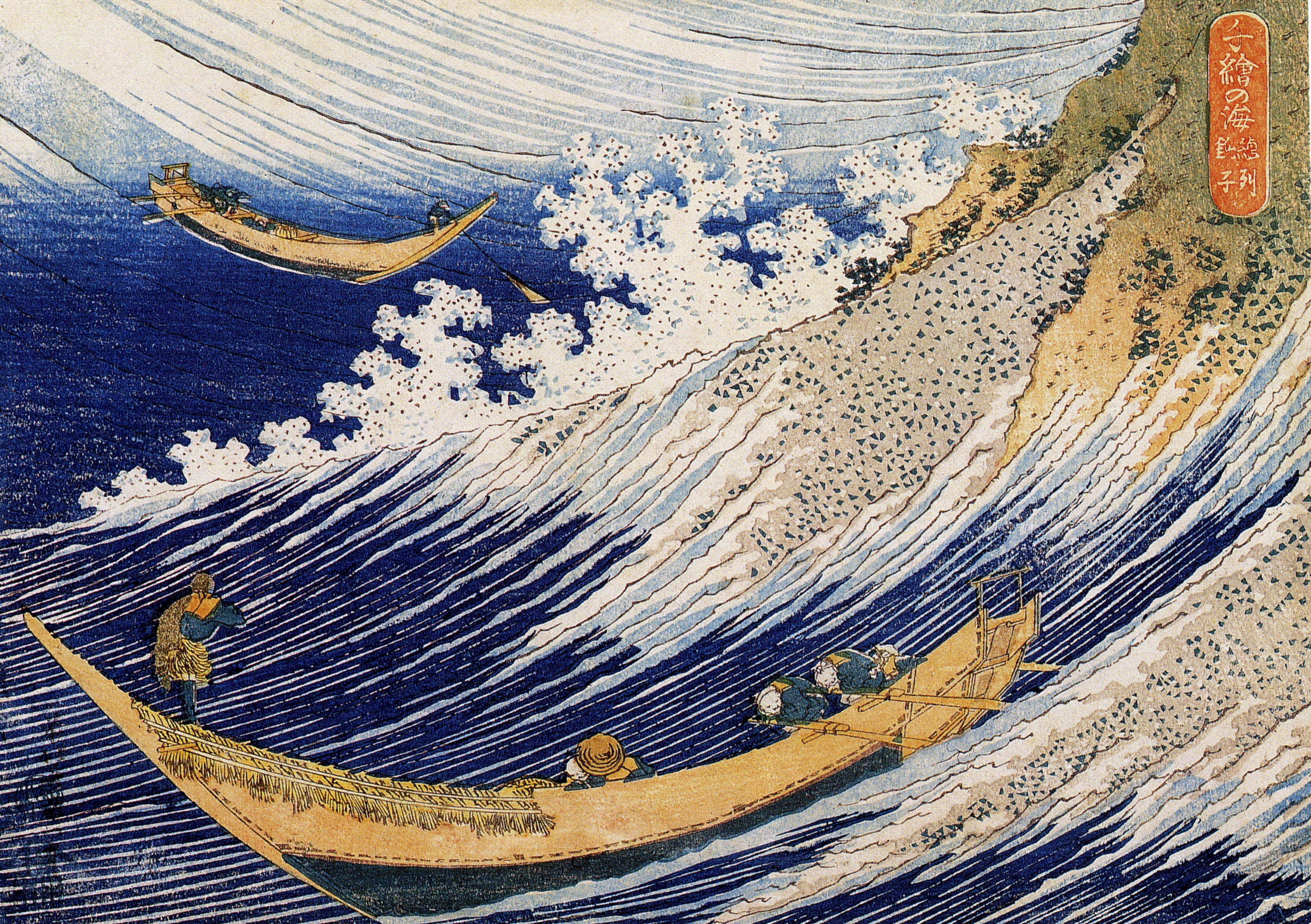
Sōshū Chōshi, de Hokusai, 1832-1834.

Si bien el idioma japonés se lee de arriba para abajo, es importante recalcar que este se lee de derecha a izquierda, mientras que un occidental realiza la lectura de izquierda a derecha. Esta diferencia causa que la primera impresión del cuadro de un japonés no sea la misma que para un occidental:
- Para un occidental la imagen puede dar la impresión de que los pescadores se dirigen hacia el lado derecho, esto es, provienen de la península de Izu. Los pescadores están atrapados por la ola o quizá tratan de huir de ella.
- Para el observador japonés los barcos proceden de la derecha de la imagen, dirigiéndose hacia la izquierda, esto es, en sentido contrario a la ola.

Los pescadores están frente a las costas de Kanagawa regresando de Edo, seguramente de regreso después de haber vendido su pescado. En lugar de huir de la ola tienen que seguir por esa ruta y encararla con toda su violencia. Desde la perspectiva de un japonés, de derecha a izquierda, la imagen es más fuerte, haciendo la amenaza de la ola más evidente.
Analizando los barcos en la imagen, especialmente el de la parte superior, se puede observar que la proa, delgada y afilada, se orienta hacia la izquierda, por lo que la interpretación «japonesa» es la «correcta». El aspecto de los barcos se puede analizar también en otra de las estampas de Hokusai, Sōshū Chōshi de la serie Chie no umi, «Mil imágenes del océano», en donde el barco sale contracorriente, la cual va esta vez con dirección hacia la derecha, como lo muestra la estela del agua.

### Influencia occidental en la obra

#### La perspectiva

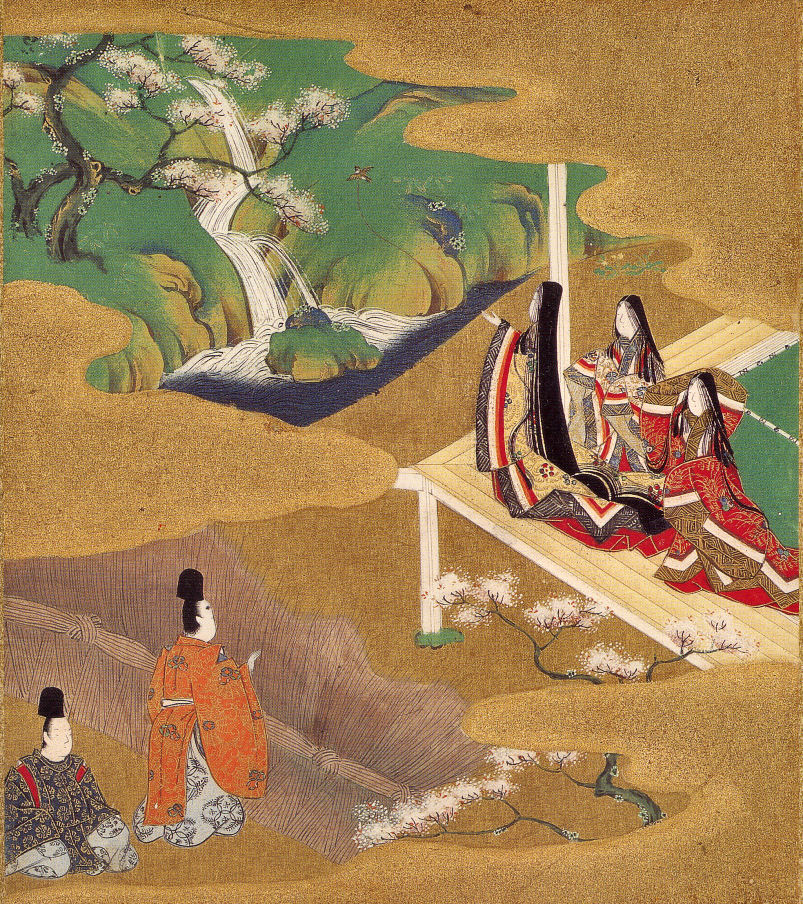
Dibujo tradicional japonés, ilustración del Genji monogatari de Tosa Mitsuoki,.

En la pintura tradicional japonesa y en la del Lejano Oriente en general, los objetos no se dibujaban en perspectiva, sino que, al igual que en el antiguo Egipto, el tamaño de los objetos o de los personajes no depende ni de su proximidad ni de su lejanía, sino de la importancia del sujeto dentro del contexto. En un paisaje donde los personajes aparecen con mayores dimensiones, se puede entender que son el verdadero sujeto de la imagen, mientras que árboles y montañas circundantes son reducidos, esto con la intención de que no acaparen la atención de los personajes principales. El concepto de línea de fuga no existía.
La perspectiva, utilizada en las pinturas occidentales a partir de los trabajos de Paolo Uccello y Piero della Francesca, llegó a Japón en el siglo XVIII a través de grabados que llevaban los comerciantes occidentales (especialmente holandeses) que llegaron a Nagasaki. Los primeros intentos por copiar el uso de la perspectiva occidental fueron llevados a cabo por Okumura Masanobu y especialmente por Utagawa Toyoharu, quien incluso alrededor de 1750 realizó algunos grabados en los que representaba en perspectiva los canales de Venecia o las ruinas de la antigua Roma.
Gracias a la obra de Toyoharu, la estampa japonesa de paisajes se vio sumamente influenciada, evolucionando con los trabajos de Hiroshige —estudiante indirecto de Toyoharu a través de Toyohiro— y de Hokusai. Hokusai se familiarizó con la perspectiva occidental desde la década de 1790 mediante las investigaciones de Shiba Kōkan, de cuya enseñanza salió beneficiado. Entre 1805 y 1810 publicó una serie titulada Espejo de imágenes holandesas - Ocho vistas de Edo.
Sin duda La gran ola no hubiera sido tan exitosa en occidente si el público no tuviera la sensación de familiaridad con la obra. En cierta medida se trata de una obra occidental vista a través de los ojos de un japonés. Richard Lane asegura:

Los occidentales al estar por primera vez ante la presencia de obras japonesas, se verán tentados a elegir entre estos dos artistas [Hokusai y Hiroshige] como representante de la cumbre del arte japonés, sin darse cuenta de que lo que la mayoría admira es precisamente este parentesco oculto con la tradición occidental que les causa confusión.

#### La «revolución azul»

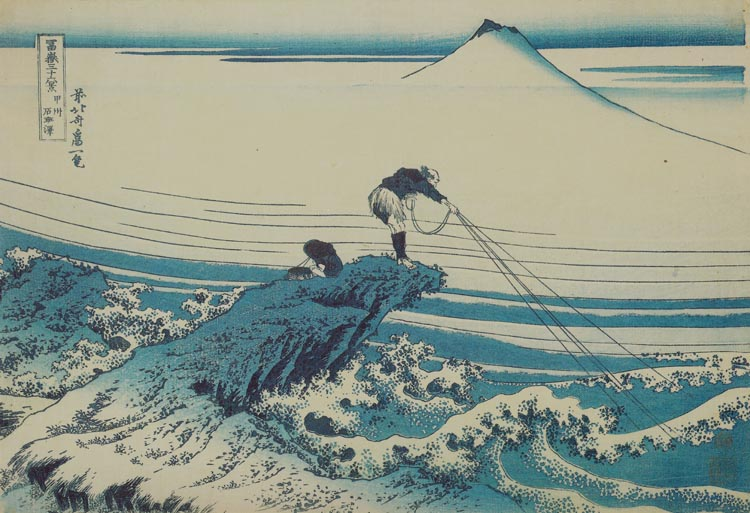
Kōshu Kajikazawa, «Kajikazawa en la provincia de Kai», de estilo aizuri-e.

Durante la década de 1830 tuvo lugar una «revolución azul» en los grabados de Hokusai, en los que utilizó mucho un color que estaba muy de moda, conocido en aquella época como «azul de Berlín» (ベルリン藍 Berlin ai?, abreviado como «bero-ai» (ベロ藍), literalmente "índigo de Berlin") o también como «azul de Prusia». Fue este tono de azul el que utilizó para esta obra, color diferente al delicado y fugaz tono de azul que era utilizado comúnmente en los trabajos de ukiyo-e de la época, el índigo. Este azul de Berlín se comenzó a importar desde Holanda a partir de 1820, siendo utilizado especialmente por Hiroshige y Hokusai a partir de su llegada a Japón en grandes cantidades, en 1829.
Los primeros diez grabados de la serie, entre los que se encuentra La gran ola, son de las primeras estampas japonesas en las que aparece el azul de Prusia, y es que es muy probable que este tono se le sugiriera al editor en el año de 1830. Esta innovación tuvo un éxito inmediato y en el año nuevo de 1831 el editor de Hokusai, Nishimuraya Yohachi (Eijudō), hizo por doquier anuncios publicitarios para presentar la innovación. Dado el éxito, Nishimuraya publicó al año siguiente las siguientes diez estampas de la serie Treinta y seis vistas del monte Fuji, las cuales presentan una singularidad: algunas de ellas están impresas utilizando la técnica aizuri-e: imágenes impresas exclusivamente en azul. Una de esas estampas aizuri-e es la titulada Kōshū Kajikazawa, «Kajikazawa en la provincia de Kai».
La publicación de la serie continuó hasta 1832 o 1833, con un total de 46 estampas, gracias a diez estampas supernumerarias. Estas diez estampas suplementarias no tienen el tono azul de Prusia, sino que tienen los contornos en negro sumi, con tinta china, como era habitual. Estas diez estampas son conocidas como ura Fuji o «Fuji visto desde atrás».

### Influencia en el arte occidental

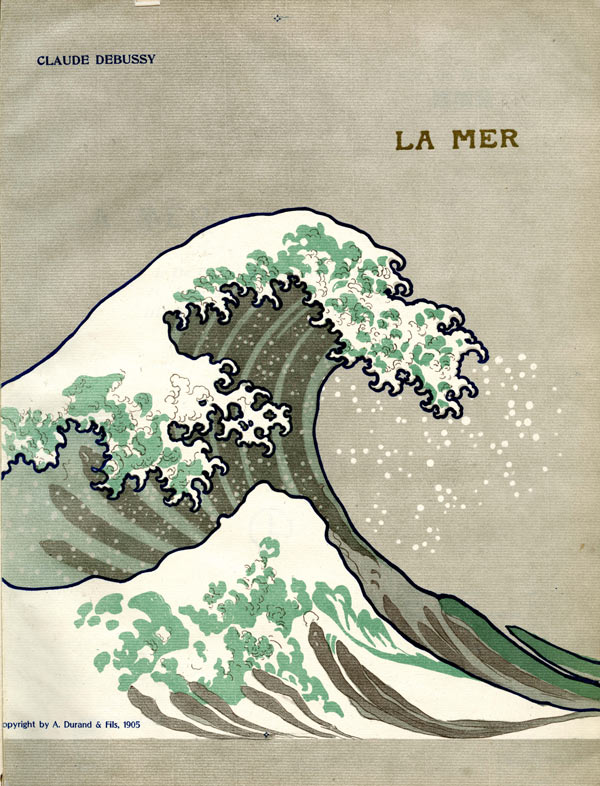
Portada original de 1905 de La Mer de Claude Debussy.

Tan solo cuatro años después de la muerte de Hokusai, el comodoro Matthew C. Perry llegó a la bahía de Edo y obligó a Japón a terminar con su período de seclusión, conocido como sakoku, de modo que el arte japonés llegó a Europa. La visión artística del Lejano Oriente era totalmente nueva y rompía con las convenciones en pintura de la época. De este modo surgió el japonismo. Entre los principales artistas que influyeron a los europeos estaban Hokusai, Hiroshige y Utamaro.
Las primeras exhibiciones de arte japonés tuvieron lugar en Francia, donde pequeños grupos de interesados —entre los que destacan los hermanos Goncourt— exhibían las obras adquiridas en París.
Las Treinta y seis vistas del monte Fuji fueron una importante fuente de inspiración de artistas europeos y japoneses del Siglo XIX. Personalidades como Vincent van Gogh, Claude Monet, Edgar Degas, Auguste Renoir, Camille Pissarro, Gustav Klimt, Giuseppe De Nittis y Mary Cassatt contaron con grabados de la serie. 
Considerada como la estampa japonesa más famosa, La gran ola de Kanagawa influyó en grandes obras: en la pintura a obras de Claude Monet, en la música a La Mer de Claude Debussy y en la literatura a Der Berg de Rainer Maria Rilke.
Félix Bracquemond fue un precursor del japonismo, además de haber sido el primer artista europeo que copió obras japonesas. En 1856 encontró un volumen del manga de Hokusai, copiando posteriormente los diseños en cerámica.
Posteriormente en la Exposición Universal de 1867, la primera en la que Japón participó de modo oficial, se vendieron cerca de 1300 objetos, lo que puso de moda el arte japonés en Europa. A pesar de que los intelectuales estadounidenses no compartían la visión europea, especialmente francesa, del ukiyo-e como forma suprema del arte japonés, esta forma artística se propagó por Europa, convirtiéndose en una nueva forma de inspiración de artistas impresionistas. Para el año de 1872 el coleccionista Philippe Burty fue el primero en darle nombre a la revolución artística que tenía lugar en torno a artistas que incluso dentro de Japón eran desconocidos, al definir el término como «japonismo» en algunos artículos publicados en el periódico Renaissance litteraire et artistique. Surgió una retrospectiva en el arte japonés en la Exposición Universal de 1878, período durante el que Hayashi Tadamasa, junto con Samuel Bing, se convirtió en el principal distribuidor de arte japonés en Francia y toda Europa.
En 1871 Monet inició una colección de estampas, llegando a contar con 231 obras de 36 artistas diferentes, entre los que se encontraban Hokusai, Hiroshige y Utamaro. De la serie Treinta y seis vistas del monte Fuji contó con nueve estampas, incluyendo La gran ola.
Henri Riviére, dibujante, grabador y acuarelista, así como uno de los principales impulsores del Le Chat Noir, fue uno de los primeros artistas en ser grandemente influenciado por la obra de Hokusai, especialmente por La gran ola. En 1902 publicó una serie de litografías titulada Las treinta y seis vistas de la Torre Eiffel en homenaje a su trabajo. Coleccionista de grabados japoneses, compró obras a Bing, a Hayashi y a Florine Langweil. Poseía además un ejemplar de La gran ola, el cual le sirvió de inspiración para dos series de grabados en madera en los que representó paisajes marinos de Gran Bretaña, lugar donde vivía al momento de realizarlas.
Claude Debussy, apasionado por el mar y las estampas del Lejano Oriente, contaba con una copia de La gran ola en su estudio. La obra lo inspiró durante su trabajo para crear La Mer, y pidió que la imagen fuera puesta en la portada de la partitura original de 1905.
Es curioso resaltar que el arte de Hokusai, habiendo sido fuertemente influenciado por el arte y las técnicas occidentales, a su vez se haya convertido en una fuente de rejuvenecimiento del arte occidental, a través de la admiración que le tenían artistas impresionistas y postimpresionistas.

## Ejemplares en el mundo
En el mundo existen varias copias de este trabajo. El Museo Metropolitano de Arte de Nueva York, el Museo Británico en Londres, la colección de Claude Monet en Giverny, Francia, la Galería Sackler, el Museo Guimet y la Biblioteca Nacional de Francia son algunos de los lugares donde se cuenta con alguna de las copias para su exposición.
Algunas colecciones privadas también cuentan con alguna copia, como en el caso de la colección Gale, en los Estados Unidos.
Fueron los grandes coleccionistas privados del siglo XIX los que dieron nacimiento a las colecciones de estampas en los museos. Por ejemplo, la copia que se encuentra en el Museo Metropolitano proviene de la antigua colección de Henry Osborne Havemeyer, ejemplar que fue donado por la señora Havemeyer en 1929. Del mismo modo, el ejemplar de la Biblioteca Nacional de Francia fue adquirido en 1888 de la colección de Samuel Bing. En cuanto a la copia del Museo Guimet, esta proviene del legado de Raymond Koechlin, y se encuentra en el museo desde 1932.
A día de hoy aún es posible encontrar una copia original de la obra. Un ejemplar de la colección Huguette Berès fue subastado el 7 de marzo del 2003, alcanzando la oferta de 23 000 euros. Las 46 estampas de la serie Treinta y seis vistas del monte Fuji fueron subastada en Sotheby's en el año 2002 por la cantidad de 1 350 000 euros.

### Diferencias entre las versiones

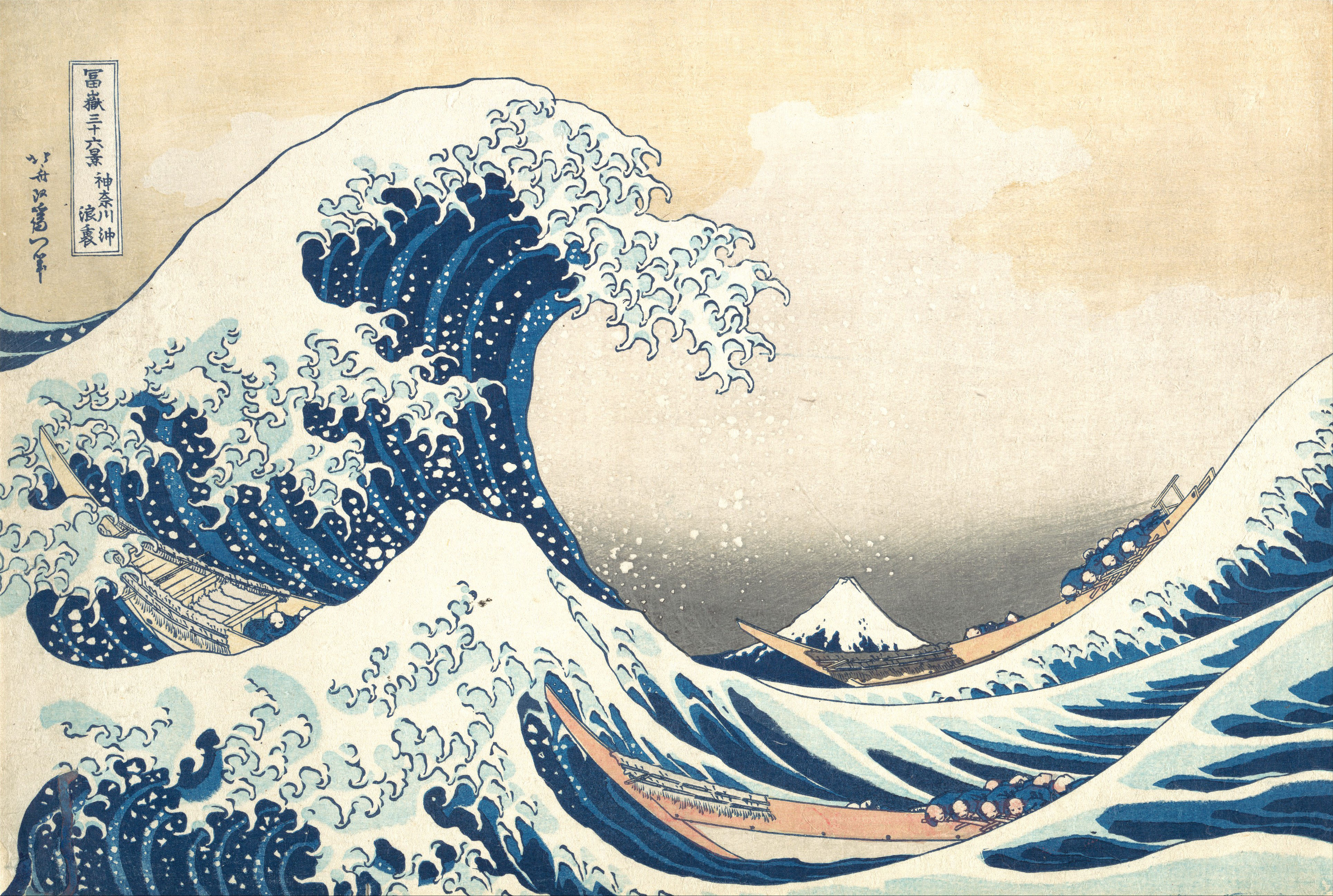
Versión de la gran ola del Museo Metropolitano de Arte.

Como la serie fue todo un éxito cuando salió, se continuaron haciendo copias hasta que las planchas mostraron un desgaste importante. Es probable que de las planchas originales se hicieran alrededor de unas 5000 copias.
Es posible determinar el grado de daño que tenían las planchas al momento de impresión de una copia determinada gracias al análisis de dos puntos característicos. El primero de ellos se encuentra justo detrás del barco de la derecha que aparece en la imagen. En casos de impresiones con planchas gastadas, la línea no aparece de forma continua. El segundo punto está en el lado izquierdo del recuadro de la firma, donde las líneas que lo forman deben aparecer continuas.
Otro aspecto a considerar es el estado de conservación de las impresiones, el cual se puede observar fácilmente en la pigmentación del cielo en la parte superior. Los ejemplares grabados con un buen grado de conservación, como es el caso de la copia que está en el Museo Metropolitano, conservan el color como debiera ser, en donde se observa un contraste marcado con las nubes. Dado que muchas reproducciones se han perdido a lo largo de la historia por guerras, temblores, incendios y demás desastres naturales, existen pocas copias con un buen estado de conservación y elaborados con los bordes de las planchas aún afilados.

## En la cultura popular
Debido a su enorme popularidad y al hecho de que la obra está en el dominio público, son numerosas las reproducciones que han sido hechas de La gran ola de Kanagawa utilizadas en publicidad, arte u objetos cotidianos. A continuación se exponen las más destacadas:
Referencias culturales
- En la portada de la partitura de Claude Debussy La mer (1905).
- El logotipo de la marca de ropa Quiksilver está claramente influenciado por La Ola.[71]
- Decoración de diversos productos cotidianos como fundas de iPhone,[72] agendas escolares o cortinas de ducha, entre otros.
- Aparición como escenario en el videojuego para la consola Wii Muramasa: The Demon Blade.[73]
- El emoji de Apple de una ola de agua está basado en la pintura.[74]
- En Mac OS X Snow Leopard incluye este y otros fondos de arte que se puede ubicar en /Library/Desktop Pictures/Art.
- Al inicio de la película Mis vecinos los Yamada se puede observar una secuencia en la que están frente a una ola similar a la de la pintura.
- El libro "Mañana, y mañana, y mañana" de Gabrielle Zevin hace referencia a este cuadro como parte del proceso creativo de uno de los videojuegos que surgen tras la colaboración de los protagonistas. De hecho, fue utilizada como imagen para la portada del propio libro.

Parodias y obras de arte
- La pareja de artistas Kozyndan hicieron una versión de la obra titulada «Uprising», cuya particularidad es que la cresta de la ola está formada por conejos blancos.[75]
- Nana Shiomi, artista japonesa, creó un díptico de madera formado por este grabado de Hokusai y por un perro que juega con la ola, al que llamó «Hokusai's Wave - Happy Dog».[76]
- Se han hecho numerosas esculturas cuyo tema central es La Ola, como Die Woge, de Tobias Stengel,[77] o «Hokusai 20 ft.», de Jeffery Laudenslager.[78]
- En el año 2003 la diseñadora Hanae Mori utilizó la imagen de la obra para su colección de ropa.[52]

## Medios de comunicación
La gran ola ha sido motivo de programas especiales y documentales. En francés está La menace suspendue: La Vague, documental de 29 minutos de duración del año 2000. En inglés la BBC transmitió un programa especial el 17 de abril de 2004 como parte de la serie Private Life of a Masterpiece, además de que la estampa fue escogida para ser parte de la serie A History of the World in 100 Objects, producida junto con el Museo Británico. El cuadro fue el objeto número 93 de la serie y la emisión se realizó el 4 de septiembre del 2010.